# Veneto Banca
Veneto Banca este o fostă bancă italiană fondată ca Banca Popolare di Montebelluna în 1877 cu sediul în Montebelluna. Pe 26 iunie 2017 Intesa Sanpaolo a cumpărat acțiunile bune ale Veneto Banca, inclusiv sucursala din România, si Banca Popolare di Vicenza pentru suma simbolică de 1 euro plus fonduri guvernamentale de 4,7 miliarde de euro. 